# Olej z miodli indyjskiej

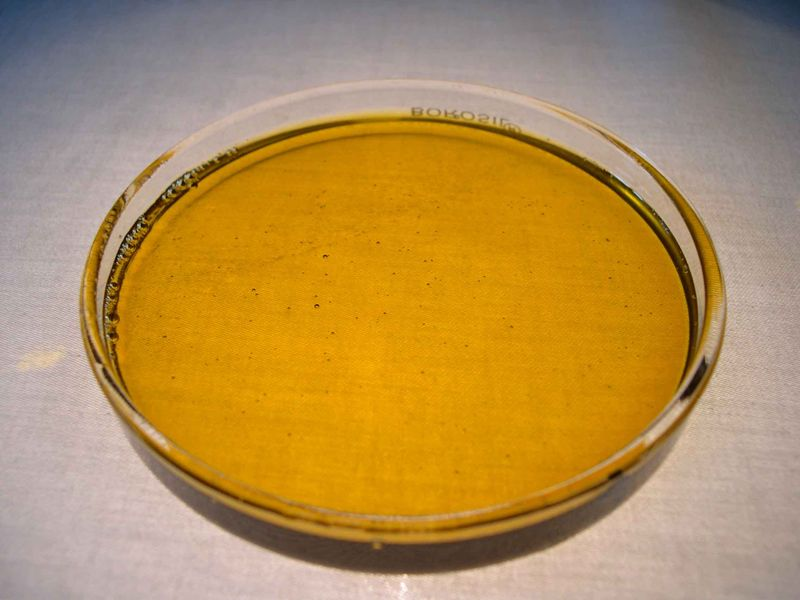
Olej z miodli indyjskiej

Olej z miodli indyjskiej (olej neem) – ciemnożółty do brązowy, ciągliwy olej roślinny, o charakterystycznym, mocnym zapachu, otrzymywany z tłoczonych na zimno nasion miodli indyjskiej (Melia azadirachta – Azadirachta indica). W temperaturze poniżej 23 °C zastyga.
| Pochodzenie                 | Indie |
| Skład                       | zawiera 53,4% kwasu oleinowego, 25,1% kwasu palmitynowego, 15,5% kwasu linolowego, 4,5% kwasu stearynowego, 1% kwasu linolenowego |
| Kategoria                   | olej nieschnący |
| Ważność                     | po otworzeniu ok. 6-8 miesięcy |
| Wytrzymałość na temperatury | nie ogrzewać powyżej 35 °C (dlatego też najlepiej dodać go do gotowego produktu), temperatura zastygania 23 °C |
| Zastosowanie                | Stosowany w przemyśle kosmetycznym i farmaceutycznym. Przeznaczony dla skóry suchej, podrażnionej, zanieczyszczonej, łuszczącej się, skłonnej do zapaleń, przy egzemie. Stosowany w szamponach przeciwłupieżowych, w preparatach do higieny jamy ustnej. Olej ma działanie lecznicze, uspokajające, antybakteryjne, łagodzi swędzenia. Skuteczny w walce z insektami i grzybami. |